# 疝気の虫
『疝気の虫』(せんきのむし）は古典落語の演目。疝気とは泌尿器を患部とする病気の古称で、その病原体の「虫」と会話した人物が、「虫」の言った内容に基づいて治療を試みるという内容。江戸落語と上方落語の両方で演じられるが、細部には違いがある（詳細後述）。
武藤禎夫は、明和5年（1768年）の漢文体笑話本『巷談奇叢』所収の「婦人不患疝」が初出とし、その後寛政8年（1796年）に出版された笑話本『即当笑合』の「疝鬼」を挙げ、「これに肉付けをして、さらに仕方を交えて話すようになったのであろう」としている。
「バレ噺」（艶笑話）の一つで、1940年9月に当時の講談落語協会が警視庁に届ける形で口演自粛を決定した禁演落語53演目に含められた。

## あらすじ
※以下の内容は江戸落語版である。
医者が変な虫を見つける。つぶそうとすると虫が口をきき、その告白によると、彼は「疝気の虫」といい、人の腹の中で暴れ、筋を引っ張って苦しめるのを職業にしているという。そのお医者は「疝気」の治すことを研究しており、疑いつつも虫との会話を続けると、虫が自身のことを告白し始める。
- 蕎麦が大好物であること
- 唐辛子が苦手で、触れると体が腐って死んでしまうこと
- 唐辛子が寄生主によって摂取されると、虫は陰嚢[注釈 1]に逃げ込むこと

などといったことを聞いたところでお医者は起床し、夢だったと分かる。そこに丁度、疝気に苦しんでいる人から往診の依頼が入り、お医者は夢で聞いたことを活用させて治療を試みる。疝気にかかったのは主人で、お医者はその妻に、主人に蕎麦の匂いをかがせながら自ら蕎麦を食うように言う。疝気の虫は蕎麦が食えると思って消化管を遡ったものの、見当違いで蕎麦を食べているのはお内儀だったと分かる。たちまち虫は主人の口から飛び出し、向かいにいる妻の体内に飛び込んだ。痛がる妻に医者は唐辛子水を飲みなさいと言う。唐辛子水から虫は急いで逃げようと、一目散に腹を下る。しかし女性である妻の体内に逃げ場を見つけられず、そこで首をひねり、キョロキョロしながら「別荘がねえ」とつぶやく。

## バリエーション

### 落ち
落ち（サゲ）について、「ぴょいと表へ飛び出してしまった」としたり、「飛び出すと畳が敷いてあった」とするものもある。武藤禎夫は「ソレ逃げろ逃げろ、別荘へ……」と言った後にそのまま「オドケながら楽屋へ引っ込むのが一番無難」としている。

### 上方版
上方版では、虫の好物があんころ餅、苦手が苦い茶となっており、虫から飛田の刑場で話を聞いた飛脚屋が、途中の家で患者を助けるという筋立てである。

## 本演目が登場する作品
1949年上映の新東宝制作の映画『銀座カンカン娘』で、落語家を演じた5代目古今亭志ん生が、『疝気の虫』を縁側で稽古する場面が登場する。